# Phytobia betulivora
Phytobia betulivora är en tvåvingeart som beskrevs av Spencer 1969. Phytobia betulivora ingår i släktet Phytobia och familjen minerarflugor. Inga underarter finns listade i Catalogue of Life.